# 鳥取県立図書館
鳥取県立図書館（とっとりけんりつとしょかん）は、鳥取県鳥取市尚徳町101番地にある公共図書館（都道府県立図書館）。

## 特色
2006年（平成18年）3月には「鳥取県立図書館の目指す図書館像」を策定し、ミッションとして「県民に役立ち、地域に貢献する図書館」を掲げている。2022年度（令和4年度）の改定では、ミッションを実現するための第1の柱として「仕事とくらしに役立つ図書館」を、第2の柱として「人の成長・学びを支える図書館」を、第3の柱として「鳥取県の文化を育み世界に発信する図書館」を、第4の柱として「知の拠点としての図書館」を立てている。
2019年度（令和元年度）末の蔵書冊数は1,183,258冊である。2019年度（令和元年度）の総貸出冊数は470,402冊であり、その内訳は個人が366,232冊、市町村が58,524冊、高校・大学等が46,790冊、団体が329冊である。1997年度（平成9年度）には資料購入費が1億円を超え、以後は約1億円の資料購入費が確保されている。人口1人当たりの資料購入費は毎年のように全国1位となっている。

### 評価

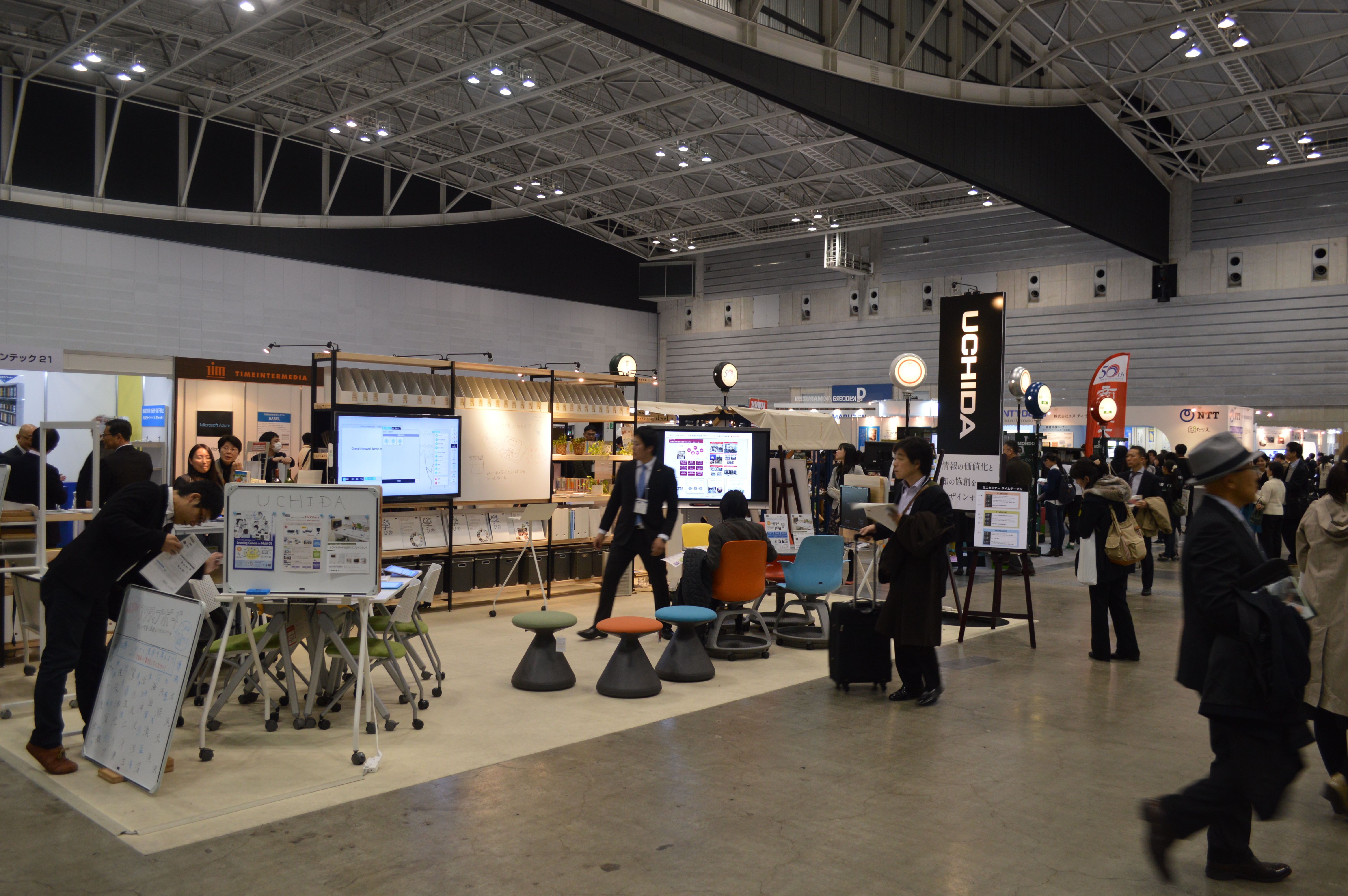
Library of the Yearが開催される図書館総合展

2012年（平成24年）に図書館情報学者の糸賀雅児（慶應義塾大学）が実施した「国立国会図書館向けサービス・事業に関する調査」では、活動が優れていることを理由に注目している図書館として国立国会図書館に次ぐ第2位の評価を受けた。
2015年（平成27年）には文部科学省が「地方創生レファレンス大賞」を創設した。同年の第1回地方創生レファレンス大賞では、鳥取県立図書館のレファレンスサービスを受けた鳥取市中心市街地活性化協議会の成清仁士が文部科学大臣賞を受賞した。
Library of the Year
先進的な活動を行っている図書館の顕彰を目的として、2006年（平成18年）には知的資源イニシアティブによってLibrary of the Yearが設立され、同年の図書館総合展で第1回Library of the Yearの最終選考会が開催された。ビジネス支援サービスや市町村立図書館や学校図書館などとの連携が評価され、鳥取県立図書館が大賞を受賞した。
鳥取県内の図書館ネットワークの構築などが評価され、2016年（平成28年）のLibrary of the Yearでは「鳥取県立図書館と県内図書館ネットワーク」がライブラリアンシップ賞を受賞した。Library of the Yearを2度受賞したのは鳥取県立図書館が初である。2019年（令和元年）のLibrary of the Yearでは「ビジネス支援図書館推進協議会とその実践者」がライブラリアンシップ賞を受賞し、実践者を代表して鳥取県立図書館が表彰を受けた。Library of the Yearで3度の表彰を受けたのは鳥取県立図書館が初である。

## 歴史

### 久松文庫/鳥取文庫

遠藤菫の胸像（2022年）

1890年（明治23年）、因幡高等小学校の校長を務めていた遠藤董は学校に自身の蔵書を持ち込み、「久松文庫」（きゅうしょうぶんこ）を設置した。久松文庫は鳥取県立図書館の前身とされる。1902年（明治35年）には遠藤が鳥取市教育会の会長に就任したことで、久松文庫は私立鳥取文庫に改称して鳥取市教育会の管轄下に置かれ、一般市民にも開放された。この際には遠藤が私立鳥取文庫長に就任している。1907年（明治40年）5月には鳥取県物産陳列場内に建設された建物に移転し、私立鳥取文庫が私立鳥取図書館に改称した。
1918年（大正7年）、遠藤は私立鳥取図書館の蔵書や建物を鳥取市に寄贈し、鳥取県初の公立図書館である鳥取市立図書館が発足した。この際には遠藤が鳥取市立図書館長事務取扱に就任している。鳥取県立図書館が設立されるにあたり、1929年（昭和4年）3月には遠藤が鳥取市立図書館の館長を辞任し、鳥取市立図書館は鳥取県に移管された。鳥取市立図書館の建物が取り壊され、その跡地に鳥取県立図書館の建設が勧められた。

### 旧館時代（1931年～1990年）

#### 鳥取図書館の開館

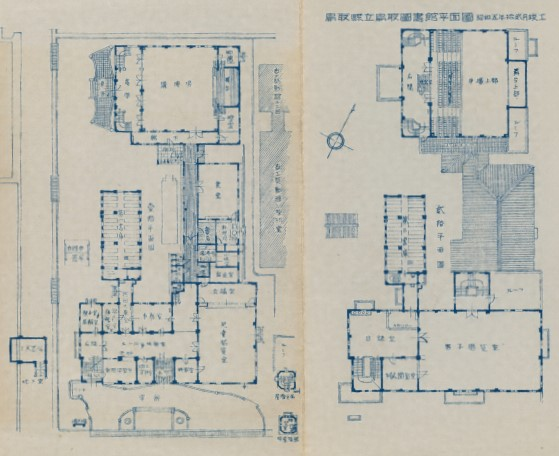
図書館の平面図

1927年（昭和2年）12月22日には鳥取県議会で県立図書館の設立が可決され、1929年（昭和4年）8月10日には文部省から設立が認可された。県立図書館の設立は昭和天皇御大典事業の一つである。
1929年（昭和4年）9月には置塩章の設計で建設に着工し、1930年（昭和5年）12月10日には鳥取県立鳥取図書館本館・書庫・講堂が竣工した。1931年（昭和6年）7月18日には開館記念式典を挙行し、7月21日に閲覧を開始した。開館からしばらくは毎日300人以上が入館するほどの盛況だった。ゴシック様式を模した本館は鉄筋コンクリート造2階建て、書庫は4層であり、鳥取市初の鉄筋コンクリート造建築だった。当時の鳥取県庁、遷喬小学校、師範学校などはいずれも木造であり、鳥取県立鳥取図書館は周辺でひときわ目立つ建物だった。閲覧室や書庫に加えて、講堂、食堂、売店などを備えていた。

#### 戦前の活動

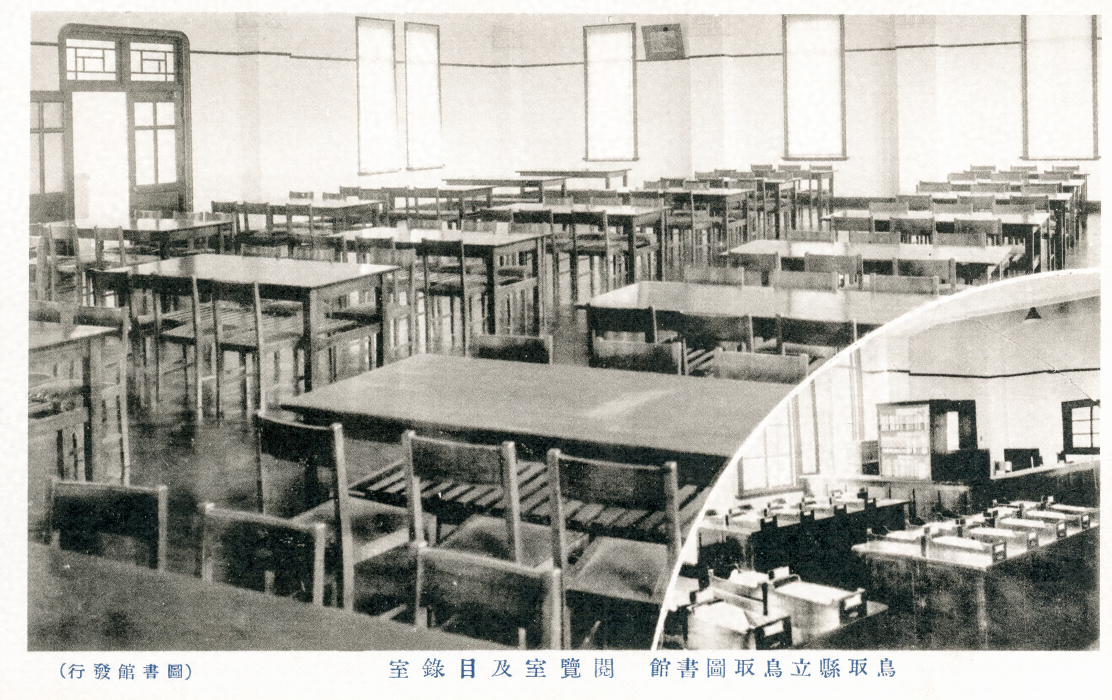
図書館の閲覧室

日本十進分類法の生みの親として知られる森清は、1931年（昭和6年）6月から1934年（昭和9年）11月まで鳥取県立鳥取図書館に勤務し、図書館司書としての経歴を開始している。既に青森県立図書館などが日本十進分類法を採用していたが、鳥取県立鳥取図書館も開館にあたって日本十進分類法を採用した。1933年（昭和8年）6月に図書館令が全面改正されると、11月22日には鳥取県訓令によって鳥取県の中央図書館に指定されている。
草創期の鳥取県立鳥取図書館は活発な活動を行っており、「鳥取読書倶楽部」「館友会」「子供のための会」の3団体は毎月図書館で例会を開いた。鳥取県では池田紫星によって生み出された「図書館の屋根の下」という言葉が広く用いられている。1932年（昭和7年）1月9日には「鳥取読書倶楽部」の初会合が行われたが、この会は鳥取県知事、鳥取市長、鳥取高等農業学校長、裁判官、新聞記者など、各界の名士や知識人からなる団体である。河野らが鳥取読書倶楽部の運営を担い、図書館の児童室で講師の講話を聞く定例会が行われた。1932年（昭和7年）9月21日には「館友会」の第1回例会が行われたが、この会は図書館の閲覧者を中心とする相互の研究懇談の機関である。司書の河野や森などが常任幹事となり、図書の紹介・批評・推薦、講演会・研究会・座談会の開催などを行った。1932年（昭和7年）11月7日には「子供のための会」の発会式が行われたが、この会は鳥取赤十字病院小児科医長の中野義尚や鳥取県師範学校教諭の鶴田憲次を中心とする会である。児童心理学など教育に関する研究を行い、母親を対象とする座談会、子どもを対象とする写生会や演劇会などを行った。
佐野友三郎が館長を務める山口県立図書館は巡回文庫の先駆的活動を行い、大正期には図書館サービスとしての巡回文庫が全国に波及したが、鳥取県は他県に大きく遅れていた。1932年（昭和7年）9月11日には鳥取県立鳥取図書館でも巡回文庫が開始され、市町村立図書館、私立図書館、青年団や私立学校などに巡回された。全国的には一時的な盛り上がりの後に衰退する例が多かったが、鳥取県では1941年（昭和16年）まで利用冊数の大きな低迷は見られなかった。
1935年（昭和10年）には主席司書の河野寛治が初代専任館長に就任したが、河野は1936年（昭和11年）4月11日に急死しており、同年8月には栃木県教育会図書館にいた安藤宣保が後任の司書に就任している。同年10月7日には鳥取県図書館協会が設立された。1937年（昭和12年）11月3日には帝国図書館長の松本喜一が鳥取県立鳥取図書館を訪れ、「文化と戦争」と題した講演を行った。戦時中には全国の他館と同様に、国家の思想統制が強まる中で自立性を失っていった。

#### 戦後の活動

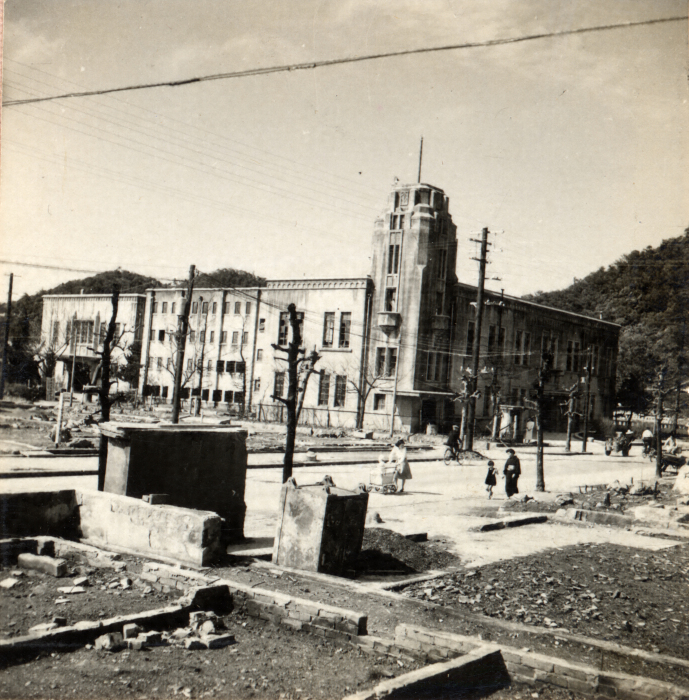
1952年の鳥取大火で焼失した市街地と鳥取図書館

1943年（昭和18年）9月10日には鳥取地震が起こり、鳥取県立鳥取図書館も甚大な被害を受けたため、一時的に閲覧を停止している。太平洋戦争末期の1945年（昭和20年）7月1日には、図書館を鳥取県庁舎に転用するために移転命令を受けた。なお、鳥取市は空襲を受けていない。同年10月23日には疎開先から元の建物に戻って閲覧を開始した。
1947年（昭和22年）11月27日には昭和天皇による訪問を受けた（昭和天皇の戦後巡幸）。第一回美術工芸展などを視察。1948年（昭和23年）5月1日には米子分館（後の鳥取県立米子図書館）が、同年11月16日には倉吉分館が、1949年（昭和24年）10月1日には日野分館が、1951年（昭和26年）12月18日には八頭分館が開館している。
1950年（昭和25年）7月20日に図書館法が施行されたことで、それまでの全館閉架式から一部開架式に移行した。1952年（昭和27年）4月17日の鳥取大火の際には、被災者を収容したことで一時的に閲覧が中止された。この大火では旧市街地の3分の2が焼失したとされ、鉄筋コンクリート造の鳥取県立鳥取図書館は火災を免れた数少ない建物である。
1964年（昭和39年）11月1日には鳥取県出身者の著作物に関する県人文庫を設置した。1969年（昭和44年）から1972年（昭和47年）にかけて、明治百年事業の一環として『鳥取藩史』全7巻を刊行した。1972年（昭和47年）10月1日に鳥取県立博物館の新館が開館すると、1975年（昭和50年）には鳥取藩池田家資料を博物館に移管している。1983年（昭和58年）4月1日には一般図書室の館外貸出を開始した。
鳥取県立鳥取図書館の館内は、1階が貸出図書室、小中学生コーナー、絵本室、新聞室、書庫、事務室、館長室などであり、2階が一般図書室、展示室兼第2図書室、書庫などだった。敷地内には歌人である香川景樹の歌碑、教育者である林重浩の頌徳碑、久松文庫の設立者である遠藤董の胸像があった。

#### 分館廃止と移転計画

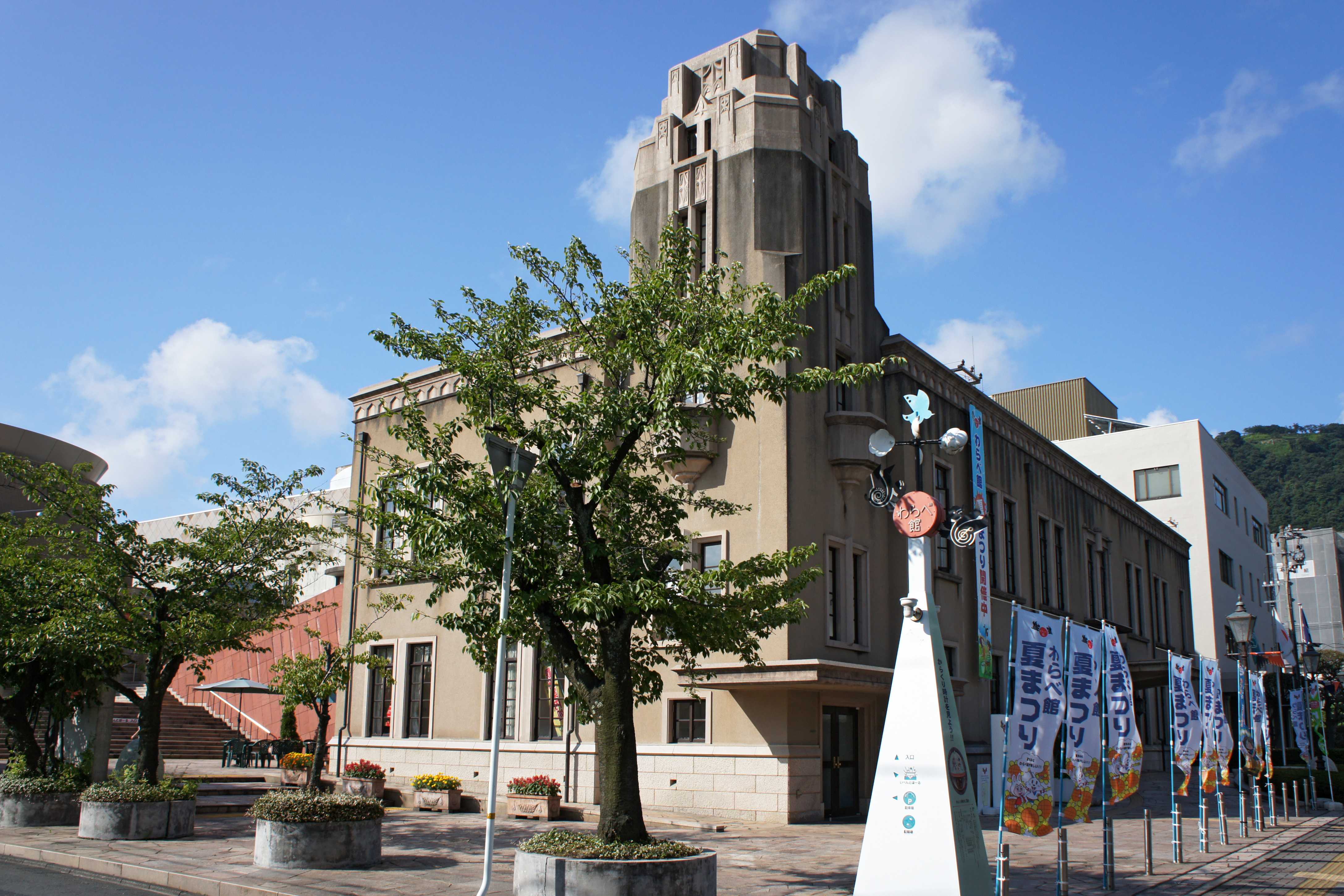
わらべ館に転用された鳥取県立鳥取図書館

1971年（昭和46年）3月31日には気高分館が廃止され、1976年（昭和51年）3月31日には八頭分館が廃止され、1989年（平成元年）4月1日には倉吉分館が廃止され、1990年（平成2年）7月1日には米子図書館が廃止されている。
1981年（昭和56年）1月14日には智頭街道沿いにあった鳥取大学附属小学校・附属中学校の郊外移転が発表された。同年1月22日には新館の建設が決定し、同年6月28日には鳥取大学附属小学校・附属中学校跡地に図書館・文書館・県民会館が建設されることが発表された。1987年（昭和62年）3月10日には、指名設計競技によって佐藤武夫設計事務所を選出。1988年（平成元年）7月9日に鳥取県立図書館・鳥取県立公文書館の建設工事に着工し、1990年（平成2年）3月20日に竣工した。建設工事費は35億5530万7000円である。1990年（平成2年）7月1日には鳥取県立鳥取図書館が移転準備のための長期休館に入った。
新館開館後の1995年（平成7年）7月7日、旧館の建物を利用して博物館のわらべ館が開館した。

### 現行館時代（1990年～）

#### 新館への移転
1990年（平成2年）9月29日、鳥取県立図書館・公文書館の開館式が挙行された。同年10月1日に図書館業務を開始し、コンピュータの稼働や宅配便による資料提供サービスの試行も開始した。同年12月5日には鳥取県立図書館協会の設立総会が開催されている。1991年（平成3年）4月1日には宅配便による資料提供サービスの本格実施を開始した。
1994年（平成6年）10月26日から10月28日には全国図書館大会を開催した。2000年（平成12年）7月1日には公式ウェブサイトを開設し、インターネットを通じた蔵書検索（OPAC）が可能となった。同年10月18日には鳥取県図書館横断検索システムを開始した。2001年（平成13年）6月に実施した蔵書点検では、開館から10年間の不明本の累計が6000冊を超えていることが判明し、鳥取県議会でも問題として取り上げられている。2003年（平成15年）4月1日には児童書の全点購入を開始している。
1993年（平成5年）9月21日には1階開架室に環日本海図書コーナーを開設し、1995年（平成7年）4月21日には環日本海交流室を開設した。1995年（平成7年）7月26日にはロシア連邦・沿海地方の図書館と図書館業務協力に関する協定を締結した。1996年（平成8年）6月6日には中国・河北省図書館と図書交換に関する協定を締結し、1997年（平成9年）6月13日には韓国・江原道春川市立図書館と図書交換に関する協定を締結した。
2001年度（平成13年度）から2003年度（平成15年度）は変革の時代とされ、学校図書館の充実化、大学・高専との相互協力などが取り組まれた。2002年（平成14年）12月1日には鳥取大学附属図書館と、2003年（平成15年）2月1日、鳥取環境大学情報メディアセンターと、2004年（平成16年）2月1日には国立米子工業高等専門学校図書館と、同年3月1日には鳥取短期大学図書館と、それぞれ図書館利用の相互協力に関する協定を締結した。2004年（平成16年）4月1日には鳥取県内の全高等学校に対する資料提供やセット図書の貸出を開始し、鳥取県立の盲学校・聾学校・養護学校に対する資料提供を開始した。
2004年度（平成16年度）から2010年度（平成22年度）は飛躍の時代とされ、多様な取り組みを開始した。2004年（平成16年）4月には本格的なビジネス支援サービスを開始し、全国から視察者が訪れる取り組みとなっている。同年4月には鳥取県立図書館で鳥取大学の地域開放講座「サイエンス・アカデミー」が行われるようになり、同年7月には鳥取環境大学の公開講座も開始された。2005年（平成17年）10月11日にはシンポジウム「ディスカバー図書館 in とっとり」を開催し、片山善博鳥取県知事の講演などが行われた。
2006年（平成18年）3月には「鳥取県立図書館の目指す図書館像」を策定し、合わせて大規模な組織改正を実施した。同年4月には医療・健康情報サービスや法情報サービスの提供を開始し、同年7月7日には闘病記文庫を開設した。2005年（平成17年）10月28日には鳥取県庁舎内に県庁内図書室を開室した。2009年（平成21年）11月21日・22日には開館20周年記念事業「ディスカバー図書館 in とっとりⅡ」を開催し、長尾真国立国会図書館長の講演などが行われた。同年11月28日・29日には開館20周年記念関連事業を開催している。
2011年（平成23年）3月11日に東日本大震災が発生すると、『岩手日報』『河北新報』『福島民報』など東北地方の地方紙の購読を開始した。1990年（平成2年）時点の鳥取県には39自治体中10自治体にしか公共図書館がなかったが、2015年（平成27年）には全市町村に公共図書館が設置された。同年に学校図書館法が改正されて学校司書の設置が努力義務とされると、鳥取県立図書館内に学校図書館支援センターを開設した。2017年（平成29年）4月3日には鳥取県議会図書室の移転に合わせて県庁内図書室も移転し、両者の一体的な運用が開始された。同年6月にはアメリカ図書館協会（ALA）年次大会で鳥取県立図書館のビジネス支援サービスに関する事例発表を行い、2019年（令和元年）の年次大会ジャパンセッションでも事例発表を行った。
2020年（令和2年）以後には新型コロナウイルス感染症の世界的流行が起こり、同年4月11日から5月6日には館内閲覧を中止する措置を取った。同年には新館開館30周年を迎え、菅谷明子・岡崎正信・工藤勇一の講演会などを中心とする「ディスカバー図書館 in とっとりⅣ」を開催した。
2017年度（平成29年度）末には総合的なデジタル化計画を策定し、2018年度（平成30年度）から5年計画で貴重資料などのデジタル化を進めた。2021年（令和3年）3月1日には鳥取県立博物館・鳥取県立公文書館・鳥取県埋蔵文化財センターと連携し、とっとりデジタルコレクションの公開を開始した。とっとりデジタルコレクションは4館の共同デジタルアーカイブシステムであり、鳥取県に関する資料を横断的に検索することができる。
2022年（令和4年）11月27日と11月28日には都道府県立図書館サミット2022が開催された。

## サービス

### 市町村立図書館・学校図書館支援
市町村立図書館支援
市町村立図書館支援は都道府県立図書館の重要な役割であり、資料の協力貸出、課題解決に向けた支援、職員研修などを行っている。
2018年（平成30年）6月には、農業や食に関するオンラインデータベース「ルーラル電子図書館」（農山漁村文化協会）を県内全ての市町村立図書館で利用可能とした。このデータベースを県内公共図書館で広く利用可能とするのは全国初である。2020年（令和2年）4月1日には、新聞記事データベースの「聞蔵Ⅱビジュアル」（朝日新聞社）と「ヨミダス歴史館」（読売新聞社）を県内全ての市町村立図書館で利用可能とした。両データベースを県内公共図書館で広く利用可能とするのは全国初である。
学校図書館支援
大学・病院などとの連携

### ビジネス支援サービス
2013年度（平成25年度）には「図書館で夢を実現しました大賞」を初開催し、図書館の資料や機能が起業や創業などに結び付いた事例を全国公募した。「図書館で夢を実現しました大賞」は2年ごとに開催されており、ビジネス分野における図書館活用法の周知が図られたとされる。

### 医療・健康情報サービス
医療・健康情報の充実度合は全国屈指とされる。

### その他
法律情報サービス
働く気持ち応援サービス
高齢者サービス
青少年サービス
子育て応援サービス
行政支援サービス

## 施設
一般図書室
児童図書室
郷土資料室
環日本海交流室・国際交流ライブラリー

### フロア案内
地下1・2階
- 書庫
- 市町村貸出図書室

1階
- 一般図書室 - 社会科学、人文科学、自然科学、文学
- 児童図書室
- 事務室

2階
- 郷土資料室
- 環日本海交流室
- 国際交流ライブラリー - 海外情報コーナー、国際理解コーナー、環日本海図書コーナー
- 大研修室
- 小研修室
- ミニ研修室
- 特別資料展示室
- おはなしの部屋

## 分館（廃止）
鳥取県立米子図書館

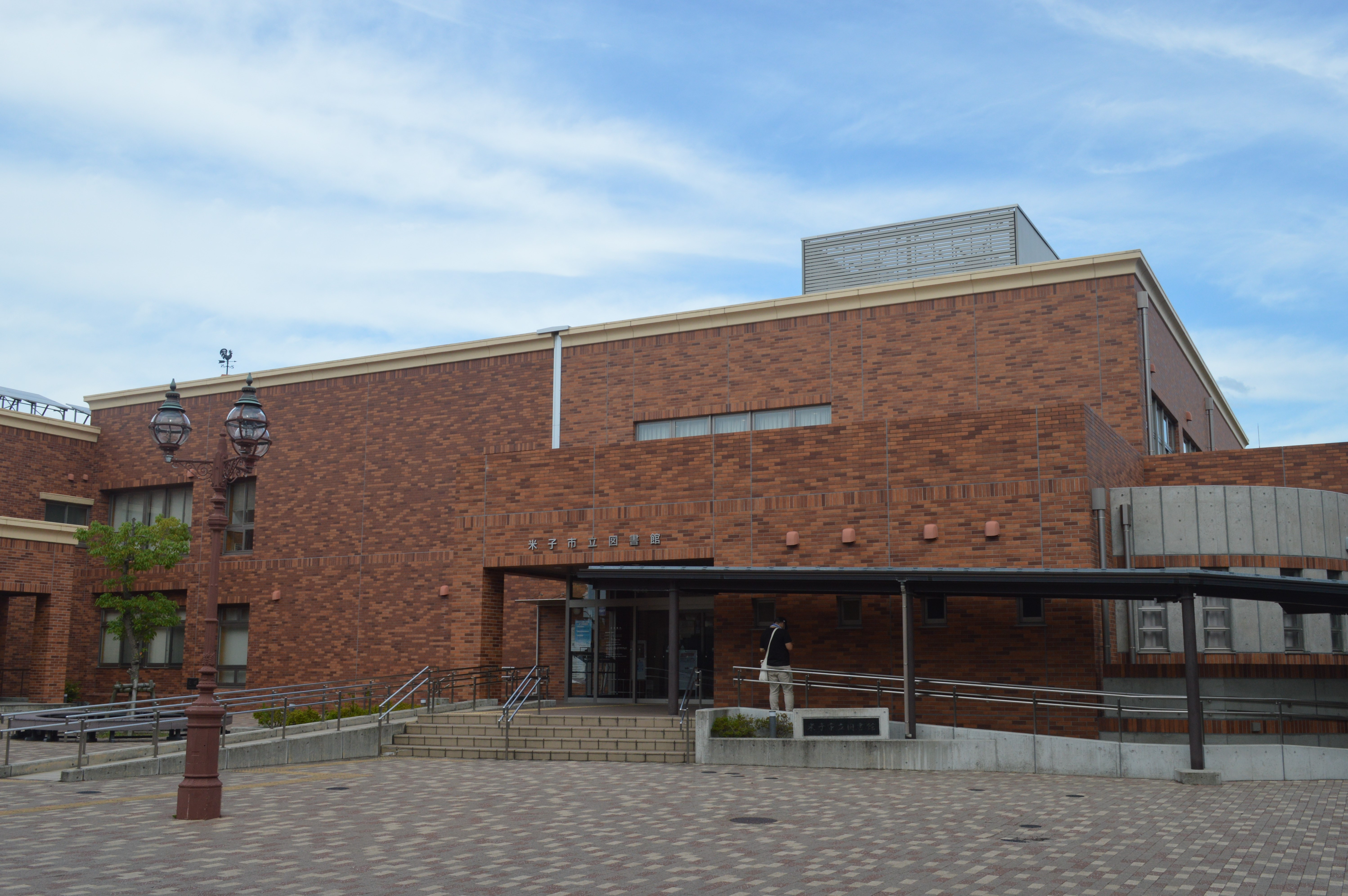
かつて鳥取県立米子図書館だった米子市立図書館の建物

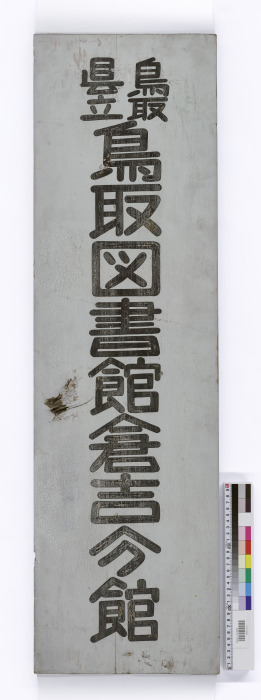
倉吉分館

1913年（大正2年）には東伯郡赤碕町に私立藤本文庫が開設され、1942年（昭和17年）11月には私立藤本文庫の蔵書をもとにして米子市に米子市立図書館が開設された。1947年（昭和22年）11月28日には鳥取県立図書館米子分館も設置され、1948年（昭和23年）5月1日には米子医科大学附属図書館に米子分館が開館した。米子市立図書館も米子医科大学附属図書館に併設されていたため、国立・県立・市立の図書館が一つの施設に同居する状況だった。
1950年（昭和25年）6月には鳥取県立鳥取図書館米子分館が城山下に移転して独立館となった。1951年（昭和26年）10月1日には本館に昇格し、鳥取県立米子図書館に改称した。1978年（昭和53年）10月には米子図書館が現在地に新築移転した。当時の鳥取県では最も延床面積の大きな図書館だった。1990年（平成2年）7月1日には米子図書館が廃止され、建物や蔵書が米子市に移管されて米子市立図書館が開館した。
鳥取県立鳥取図書館倉吉分館
1912年（大正元年）には鳥取県初の公立図書館として、東伯郡倉吉町に東伯郡立通俗図書館が開館した。1934年（昭和9年）には東伯郡から倉吉町に移管されて倉吉町立図書館に改称している。1947年（昭和22年）11月27日には鳥取県立図書館倉吉分館が設置され、1948年（昭和23年）11月16日には国鉄倉吉線打吹駅前の蔦屋に倉吉分館が開館した。この際には倉吉町立図書館の蔵書が鳥取県に譲渡されている。
1979年（昭和54年）3月23日、倉吉市東町435番1に倉吉分館の新館が開館した。鉄筋コンクリート造3階建ての建物であり、延床面積は802.96m2だった。1989年（平成元年）4月1日には倉吉分館が廃止され、建物や蔵書は倉吉市に無償移管されて倉吉市立図書館が開館した。
鳥取県立米子図書館日野分館
1949年（昭和24年）10月1日、日野郡日野町の鳥取県立日野高等学校に鳥取県立鳥取図書館日野分館が開館した。1951年（昭和26年）10月1日には鳥取県立米子図書館日野分館に改称した。
鳥取県立鳥取図書館八頭分館
1951年（昭和26年）12月18日、八頭郡各町村の寄付と鳥取県費によって国中村に鳥取県立鳥取図書館八頭分館が開館した。1976年（昭和51年）3月31日には気高分館が廃止された。
鳥取県立鳥取図書館気高分館
1953年（昭和28年）6月27日、鳥取県立鳥取図書館気高分館によって鳥取県初の自動車文庫が開始された。1971年（昭和46年）3月31日には気高分館が廃止された。

## 歴代館長

### 鳥取県立鳥取図書館
| 氏名       | 就任           | 退任           | 備考          |
| ---------- | -------------- | -------------- | ------------- |
| 松平外与磨 | 1930年4月1日   | 1931年2月16日  | ※館長事務取扱 |
| 吉田賢男   | 1931年2月17日  | 1932年3月31日  | ※館長事務取扱 |
| 辻利吉     | 1932年4月1日   | 1932年6月30日  | ※館長事務取扱 |
| 桑原幹根   | 1932年7月1日   | 1934年4月9日   | ※館長事務取扱 |
| 迫静吾     | 1934年4月10日  | 1935年8月4日   | ※館長事務取扱 |
| 河野寛治   | 1935年8月5日   | 1936年4月10日  |               |
| 高橋三郎   | 1936年4月11日  | 1937年7月7日   | ※館長事務取扱 |
| 上村靖     | 1937年7月8日   | 1939年3月31日  | ※館長事務取扱 |
| 林重浩     | 1939年4月1日   | 1943年8月10日  |               |
| 細川隆     | 1943年8月11日  | 1947年12月22日 |               |
| 岡田一郎   | 1947年12月23日 | 1949年10月31日 |               |
| 鶴田憲次   | 1949年11月1日  | 1950年5月31日  | ※館長事務取扱 |
| 宮崎正雄   | 1950年5月31日  | 1954年12月5日  |               |
| 竹内正雄   | 1954年12月6日  | 1955年3月31日  | ※館長事務取扱 |
| 山本嘉将   | 1955年4月1日   | 1964年8月15日  |               |
| 入沢敏三   | 1964年8月16日  | 1965年3月31日  |               |
| 西本真一   | 1965年4月1日   | 1968年3月31日  |               |
| 前田忠雄   | 1968年4月1日   | 1969年3月31日  |               |
| 大西正巳   | 1969年4月1日   | 1973年3月31日  |               |
| 岡崎清一郎 | 1973年4月1日   | 1979年3月31日  |               |
| 古田恵紹   | 1979年4月1日   | 1982年3月31日  |               |
| 松本兵衛   | 1982年4月1日   | 1985年3月31日  |               |
| 近藤延幸   | 1985年4月1日   | 不明           |               |

出典 : 鳥取県立図書館『要覧 昭和60年度』

### 鳥取県立図書館
| 鳥取県立図書館の蔵書冊数 | 鳥取県立図書館の蔵書冊数 | 鳥取県立図書館の蔵書冊数 | 鳥取県立図書館の蔵書冊数 | 鳥取県立図書館の蔵書冊数 |
| ------------------------ | ------------------------ | ------------------------ | ------------------------ | ------------------------ |
| 年度                     |                          |                          |                          | 冊                       |
| 1982年度末               | 1982年度末               |                          | 254,490                  | 254,490                  |
| 1990年度末               | 1990年度末               |                          | 326,876                  | 326,876                  |
| 2000年度末               | 2000年度末               |                          | 667,129                  | 667,129                  |
| 2010年度末               | 2010年度末               |                          | 956,443                  | 956,443                  |
| 2019年度末               | 2019年度末               |                          | 1,183,258                | 1,183,258                |

| 鳥取県立図書館の貸出冊数 | 鳥取県立図書館の貸出冊数 | 鳥取県立図書館の貸出冊数 | 鳥取県立図書館の貸出冊数 | 鳥取県立図書館の貸出冊数 |
| ------------------------ | ------------------------ | ------------------------ | ------------------------ | ------------------------ |
| 年度                     |                          |                          |                          | 冊                       |
| 1982年度                 | 1982年度                 |                          | 112,611                  | 112,611                  |
| 1990年度                 | 1990年度                 |                          | 156,644                  | 156,644                  |
| 2000年度                 | 2000年度                 |                          | 339,788                  | 339,788                  |
| 2010年度                 | 2010年度                 |                          | 452,530                  | 452,530                  |
| 2019年度                 | 2019年度                 |                          | 471,875                  | 471,875                  |

| 氏名       | 就任       | 退任       | 備考          |
| ---------- | ---------- | ---------- | ------------- |
| 高多彬臣   | 1990年4月  | 1993年3月  |               |
| 濱崎洋三   | 1993年4月  | 1996年9月  |               |
| 田渕康充   | 1996年9月  | 1996年11月 | ※館長事務取扱 |
| 安藤文雄   | 1996年12月 | 2000年3月  |               |
| 大和谷朝   | 2000年4月  | 2002年3月  |               |
| 齋藤明彦   | 2002年4月  | 2005年2月  |               |
| 林昭男     | 2005年3月  | 2005年3月  | ※館長事務取扱 |
| 野川聡     | 2005年4月  | 2008年6月  |               |
| 森本良和   | 2008年7月  | 2011年3月  |               |
| 真嶋朋枝   | 2011年4月  | 2012年3月  |               |
| 高橋紀子   | 2012年4月  | 2015年3月  |               |
| 福本慎一   | 2015年4月  | 2018年3月  |               |
| 網浜聖子   | 2018年4月  | 2021年3月  |               |
| 小林隆志   | 2021年4月  | 2024年3月  |               |
| 西尾麻都子 | 2024年4月  | 現職       |               |

出典 : 『鳥取県立図書館30周年記念誌』

## 利用案内
資料を借りるためには「図書館カード」を作る必要がある。蔵書は蔵書検索用端末またはインターネットから検索・貸出予約・借りている資料の確認などを行うことが可能となっている。なお、図書館が閉館中の際は玄関のブックポストに返却できる。また、定期的に職員によるおはなし会が催されている。
貸出冊数・貸出期間
図書、雑誌、CD等を12冊まで2週間以内
開館時間
火曜から金曜は9:00–18:30（5月から10月は9:00–19:00）、土曜・日曜・月曜・国民の祝日・休日は9:00–17:00
休館日
毎月第2木曜日、毎月末日、年末年始（12月28日から1月3日）、特別整理期間
交通アクセス
JR西日本鳥取駅より徒歩約20分
路線バス砂丘・湖山・賀露方面行または県庁周りに乗車「県庁日赤前」下車後徒歩
100円循環バスくる梨（赤コース・青コースBルート・緑コース）に乗車、「とりぎん文化会館」下車